# Café orgánico

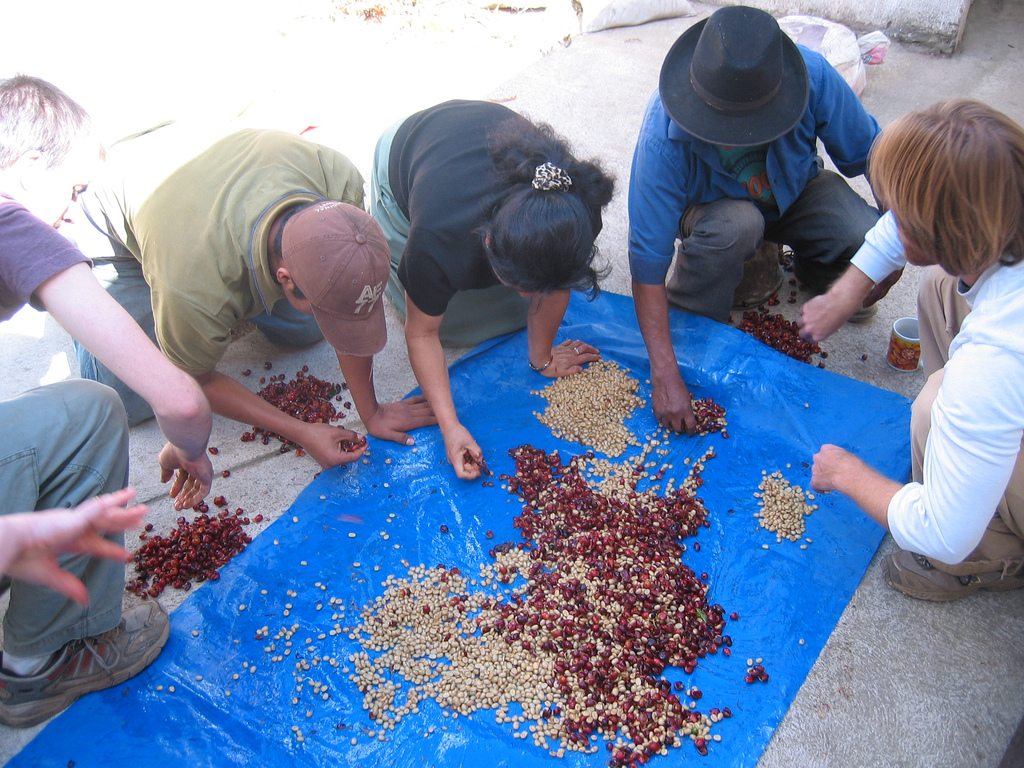
Clasificación y despulpado de los granos de café

El café orgánico es el tipo de café producido sin la ayuda de sustancias químicas artificiales, como ciertos aditivos, pesticidas y herbicidas, se siembra a la sombra de otro tipo de árboles de mayor altura, lo cual proporciona humedad, ésta que ayuda a la producción de un café de alta calidad, con este proceso se busca contribuir a la mejora del suelo, utilizando técnicas que lo hagan más fértil.
Este tipo de cultivo del café está adquiriendo cada vez más popularidad, sobre todo en los países de Europa y Estados Unidos.
El precio del café orgánico suele ser más alto que el del café cultivado de manera no sustentable.

## Productores Orgánicos
De acuerdo con el Centro de Investigación Agrícola Tropical y Enseñanza de Costa Rica (CATIE), el 75% del café orgánico en el mundo proviene de América Latina. El principal productor y exportador mundial de café orgánico es Honduras
Brasil, Colombia, Perú y México son también importantes productores de café.
Para ser vendidos como orgánicos en los Estados Unidos el café importado debe obtener certificación ecológica.